# Giovanni Simeone
Giovanni Pablo Simeone (* 5. července 1995 Buenos Aires) je argentinský profesionální fotbalista, který hraje na pozici útočníka za italský klub SSC Neapol, kde je na hostování z Hellasu Verona, a za argentinskou fotbalovou reprezentaci.

## Osobní život
Jeho otec Diego Simeone je argentinský fotbalový trenér a bývalý argentinský reprezentant. Jeho bratr Giuliano Simeone je také fotbalista a argentinský reprezentant.